# Драбкина, Елизавета Яковлевна
Елизавета Яковлевна Драбкина (Драбкина-Бабинец; 1901—1974) — русская революционерка; советская писательница, историк, мемуаристка.

## Биография
Родилась 16 декабря 1901 года в Брюсселе в еврейской семье — профессиональных революционеров Якова Давидовича Драбкина и его жены Феодосии, которые находились за границей в связи с подготовкой II съезда РСДРП.
В 1905 году с семьёй Елизавета прибыла в Российскую империю. Здесь в 1917 году окончила гимназию и в этом же году стала членом партии большевиков. Участница Октябрьской революции и штурма Зимнего дворца. В марте 1918 года вслед за правительством Советской России переехала в Москву.

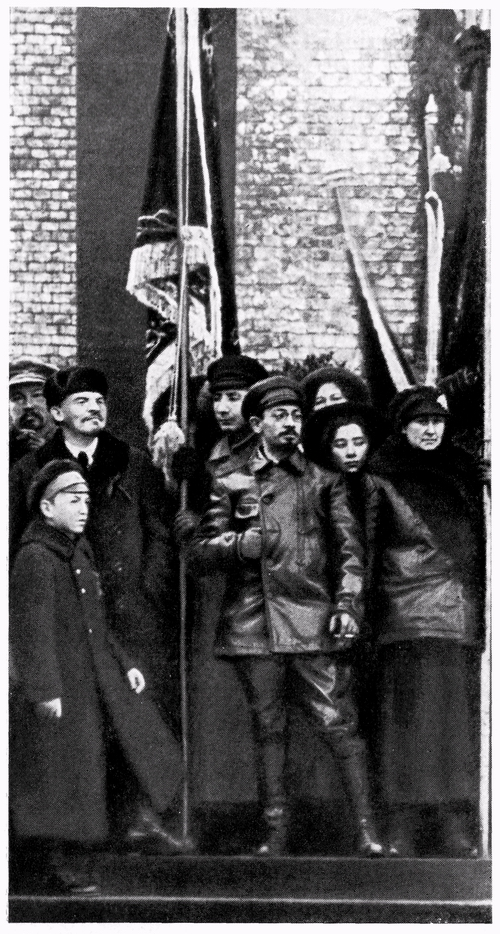
Елизавета Драбкина первая по левое плечо от Якова Свердлова

Вступила в РККА, где была пулемётчицей. Приняла участие в Гражданской войне — в июле 1918 года добровольно ушла на фронт, принимала участие в боях с Чехословацким корпусом. В ноябре этого же года заболела тифом и вернулась в Москву. После выздоровления работала секретарём Я. М. Свердлова до его смерти (март 1919), после чего работала в аппарате ЦК партии. Затем снова приняла участие в Гражданской войне, участвовала в боях на Южном фронте. Была секретарём Туркестанской комиссии ЦК РКП(б), секретарём Туркестанского краевого райкома РКП(б) и членом Бюро Коминтерна Туркестанского фронта.
В 1920 году Елизавета Драбкина была направлена в Москву на учёбу в Коммунистический университет имени Я. М. Свердлова. В 1921 году участвовала в подавлении Кронштадтского восстания. Затем преподавала в Коммунистическом университете трудящихся Востока. По окончании Гражданской войны, в конце 1922 года, была направлена Центральным Комитетом на работу в Закавказье. Некоторое время работала заведующей школой в городе Батуми. До 1925 года была замужем за революционером Александром Иоселевичем.
В 1925—1926 годах Драбкина находилась в командировке в Германии и Франции; вернувшись, работала старшим научным сотрудником в Коммунистической Академии. В 1926 году вступила в троцкистскую оппозицию, в следующем году окончила Институт красной профессуры и в 1928 году была исключена из РКП(б). В 1929 году вышла из оппозиции, в 1930 году была восстановлена в партии. В автобиографии Елизавета Драбкина писала:

«… В 1926 г. я совершила величайшее преступление против партии — примкнула к к/р троцкистской организации. Подписывала троцкистские к/р документы и принимала участие в к/р троцкистской работе. За это в марте 1928 г. была исключена из партии. В январе 1929 г. поехала к мужу (Бабенец Александр Иванович)… под подписку о невыезде. Была осуждена на 3 г. ссылки, но фактически не отбывала. В августе 1929 г. порвала полностью с к/р троцкистской организацией, сняла свою подпись с к/р троцкистских документов и полностью разорвала троцкистские связи. В 1930 г. была восстановлена в рядах партии. Никаких взысканий вплоть до исключения в августе 1936 г. не имела…»

С 1933 года являлась профессором Института Маркса—Энгельса—Ленина, была старшим научным сотрудником Института истории партии, учёным секретарём Наркомпроса. Начала писать труды по истории. В 1934 году опубликовала роман «Отечество».
В 1936 году снова была исключена из партии и арестована. Была осуждена за участие в троцкистской организации сначала на 5 лет тюремного заключения, а по пересмотру дела — на пятнадцать лет исправительно-трудовых лагерей и пять лет поражения в правах, отбывала срок в Норильлаге. Освободившись в 1946 году, снова была арестована в 1949 году и направлена в ссылку.
Освободилась в 1956 году и вернулась в Москву. Занялась литературной работой, написав в этот период жизни ряд книг: «Чёрные сухари» (1957—1960), «Повесть о ненаписанной книге» (1961), «Зимний перевал» (1968), «Где роботы вытесняют людей» (1958), «Чёрным по белому» (1959), «А. И. Ульянова-Елизарова» (1970). Дружила с Энгелиной Борисовной Тареевой.
Скончалась 12 февраля 1974 года в Москве. Похоронена на Новодевичьем кладбище рядом с мужем.

## Семья
Отец — Сергей Иванович Гусев (настоящее имя — Я́ков Дави́дович Дра́бкин; 1874—1933) — российский революционер, большевистский и советский партийный деятель.
Мать — Феодосия Ильинична Драбкина (Фейга Ильинична Капелевич), партийные псевдонимы Наташа, Марианна; 1883—1957) — российская революционерка, советский государственный деятель.
До 1925 года была замужем за сотрудником ВЧК-ГПУ Александром Соломоновичем Иосилевичем (Иоселевичем, 1899—1937). Второй муж — Александр Иванович Бабинец (1902—1968), автор книг «Товарищи в борьбе: рассказы о комсомольской юности» (1959) и «Да скроется тьма!» (1961).
Младший брат — Владимир Владимирович (ум. 1983), внебрачный сын Милютина Владимира Павловича. Отец Артёма Драбкина.